# Rera
Rera est une association aïnoue pour la promotion de l'ethnie aïnoue.
Elle gère un restaurant de cuisine aïnou, le Rera Cise (レラチセ), dans le quartier de Nakano à Tōkyō.
De plus, elle crée des emplois dans la restauration pour de jeunes Aïnous, qui subissent parfois des discriminations à l'embauche dans les entreprises japonaises.